# Food Black 2
C.I. Food Black 2 ist ein schwarzer Disazofarbstoff aus der Gruppe der Säurefarbstoffe.

## Herstellung
Bei der Synthese von Food Black 2 wird zunächst Sulfanilsäure 1 mit Natriumnitrit im sauren diazotiert und das Diazoniumsalz 2 auf 8-Aminonaphthalin-2-sulfonsäure 3 gekuppelt. Der Monoazofarbstoff 4 wird zur Diazoniumverbindung 5 weiterdiazotiert und mit 3-Amino-5-hydroxynaphthalin-2,7-disulfonsäure 6 zu dem Diazofarbstoff 7 umgesetzt.

## Verwendung
Unter der Bezeichnung E 152 war Food Black 2 bis Ende 1976 in der EU durch die Richtlinie 62/2645/EWG als Lebensmittelfarbstoff zugelassen.
Food Black 2 ist in der EU mit der Verordnung (EG) Nr. 1223/2009 als Farbstoff in kosmetischen Mitteln zugelassen. Die Verwendung als Haarfärbemittel ist nicht erlaubt.
Zusammen mit Acid Yellow 23 und Acid Red 52 wird Food Black 2 für Tinten im Tintenstrahldruck verwendet.